# Anfiteatro romano di Pompei
L'anfiteatro romano di Pompei è un anfiteatro di epoca romana, sepolto dall'eruzione del Vesuvio del 79 e ritrovato a seguito degli scavi archeologici dell'antica Pompei: è uno degli edifici, nel suo genere, meglio conservato, nonché uno dei più antichi al mondo.

## Storia

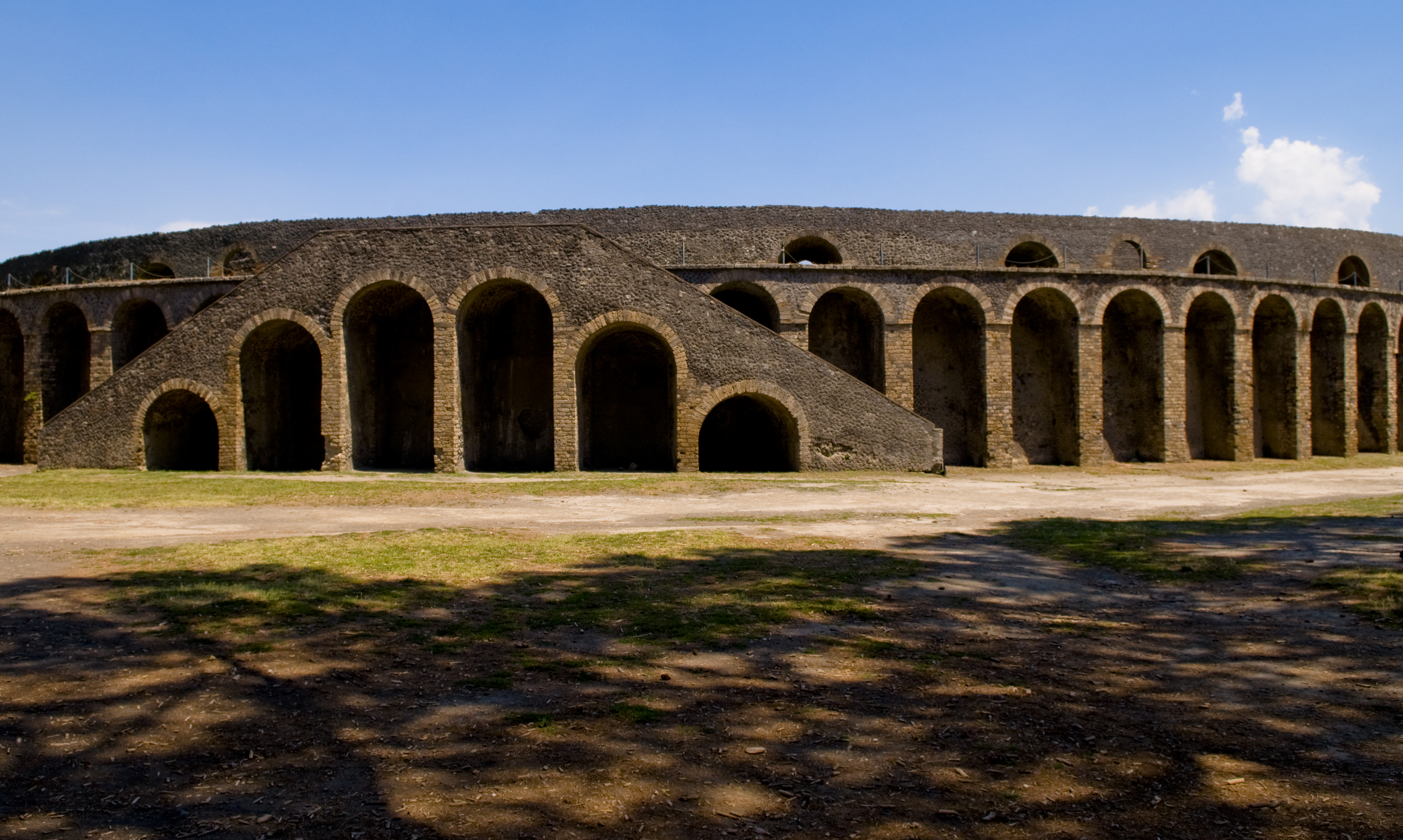
L'esterno

L'anfiteatro fu costruito intorno al 70 a.C. dai duoviri Gaio Quinzio Valgo e Marco Porcio ed era utilizzato per giochi circensi e combattimenti tra i gladiatori; queste parate, talvolta pubblicizzate con graffiti sulle facciate delle case, avvenivano in forma grandiosa, come è testimoniato da un'iscrizione che recita:
Fu proprio durante uno di questi spettacoli che nel 59 ebbe luogo una violenta rissa tra pompeiani e nocerini, la quale provocò numerosi feriti e anche diversi morti: a seguito di tale evento il senato romano decise la chiusura dell'anfiteatro per dieci anni e condannò all'esilio l'organizzatore dell'evento, Livineio Regolo. La rissa fu inoltre ricordata da Tacito, che così scriveva:
(Publio Cornelio Tacito, Annales, lib. XIV.17)
Il motivo della lite è probabilmente da attribuirsi al fatto che Nuceria Alfaterna era diventata nel 57 una colonia romana e ciò aveva permesso ai nocerini di accaparrarsi territori precedentemente appartenuti ai pompeiani. A seguito del terremoto di Pompei del 62 l'edificio subì notevoli danni ed al contempo il provvedimento decennale venne annullato: l'intera struttura fu completamente rinnovata, come testimoniano due iscrizioni che si trovano nel passaggio d'ingresso, dai duoviri Caio e Cuspio Pensa, padre e figlio. Durante l'eruzione del Vesuvio del 79, fu completamente sepolto sotto una fitta coltre di ceneri e lapilli e fu uno dei primi edifici ad essere riportato alla luce nella campagna di scavi promossa dalla dinastia borbonica nel 1748.

## Descrizione

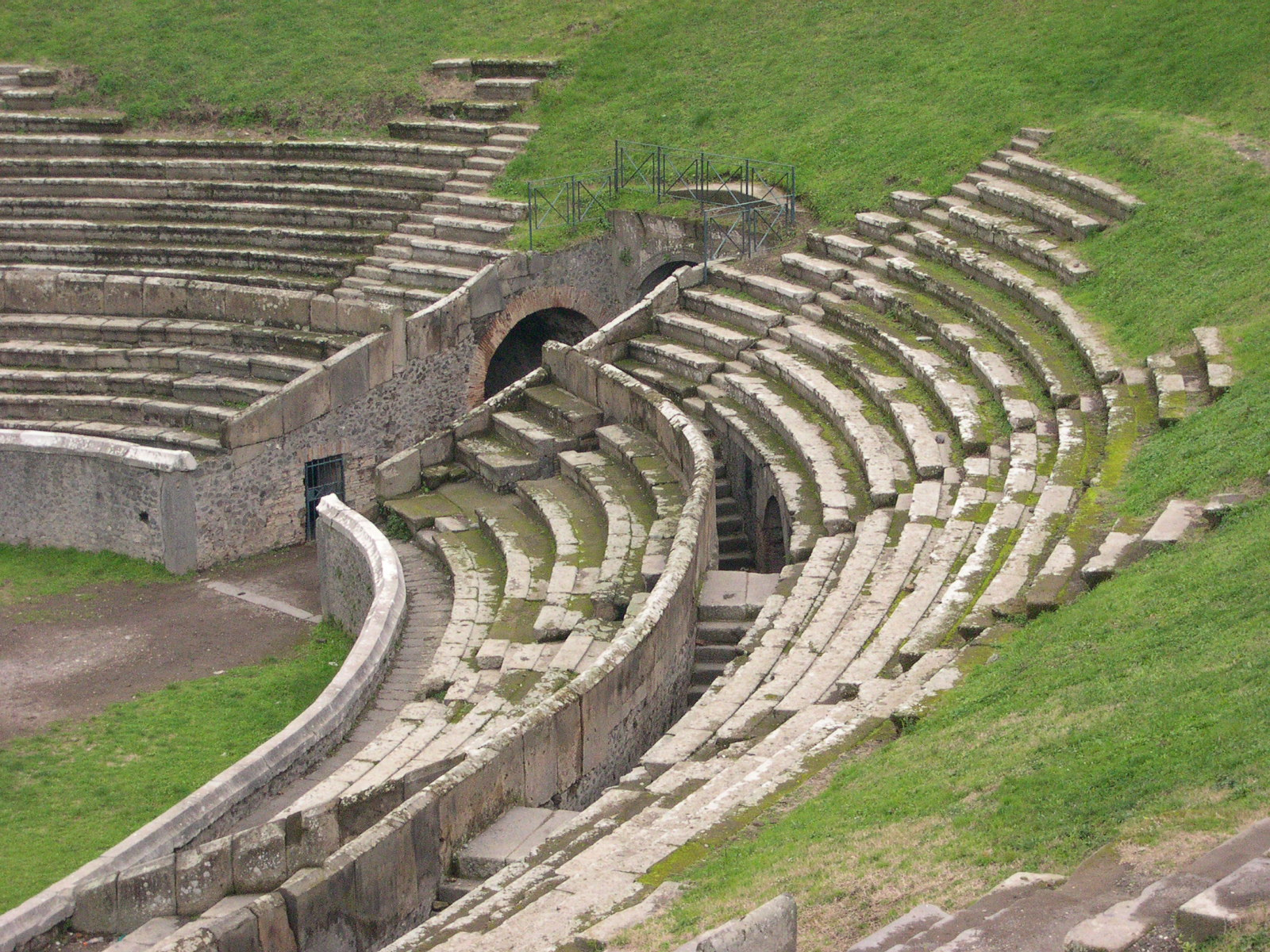
La cavea

L'anfiteatro sorge nella parte sud-est dell'antica Pompei e questa scelta fu dettata da due motivi: il primo, in quanto la zona era poco abitata e quindi di minore intralcio alla vita quotidiana della città, considerando il gran numero di persone che visionava gli spettacoli; il secondo, fu una scelta economica, in quanto la struttura venne addossata alla cinta muraria, ormai in disuso, utilizzando un terrapieno preesistente e costruendone uno nuovo sul lato rimasto scoperto, utilizzando il terreno di risulta dello scavo: in tal modo la struttura è posta a circa sei metri di profondità ed assume una forma ellittica; ha inoltre una lunghezza di centotrentacinque metri e una larghezza di centoquattro metri, per una capienza di ventimila spettatori.
Esternamente si presenta in due ordini: la parte inferiore è ad archi ciechi, in pietra, con pareti realizzate in opus incertum, sotto i quali, durante gli spettacoli, i mercanti vendevano le loro mercanzie, mentre l'ordine superiore presenta archi a tutto sesto; tra i due ordini è posto un ambulacro e per permettere agli spettatori di raggiungere le gradinate più alte furono costruite due grandi scalinate. L'accesso all'anfiteatro avveniva tramite una galleria, chiamata anche crypta, che possedeva quattro ingressi, due dei quali davano direttamente sull'arena: si pensa inoltre che un passaggio fosse esclusivamente riservato ai magistrati, che godevano di palchi d'onore, divisi dal resto della platea da uno scomparto in muratura; inoltre uno di questi palchi era collegato direttamente all'arena, probabilmente utilizzato dai gladiatori durante le cerimonie di premiazione. Prima di giungere all'arena sono posti, lungo lo stesso asse, due spoliarii, utilizzati uno per prestare i primi soccorsi ai combattenti feriti, l'altro, con arco trionfale, per l'accesso dei gladiatori; l'arena vera e propria è in terra battuta e contrariamente ad altri edifici dello stesso genere non presenta un'area sotterranea; l'intera circonferenza dell'arena è delimitata da un parapetto, alto circa due metri, che era decorato con affreschi, oggi andati perduti, che raffiguravano duelli tra gladiatori ed in particolare uno che rappresentava l'inizio di una lotta.
L'anfiteatro pompeiano dispone di una cavea, spartita in tre zone: l'ima cavea, divisa in sei settori, riservata alle personalità di spicco della città e da dove si godeva della migliore vista, la media cavea, ossia la zona centrale, riservata al popolo e la summa cavea, gli ultimi ordini di spalti riservati alle donne; le ultime due zone della cavea erano entrambe divise in circa venti settori ed i sedili erano in parte in tufo, realizzati dopo il 62 ed in parte in legno, così come erano fatti in origine. Per proteggere gli spettatori dai raggi del sole estivo o dalla pioggia, l'anfiteatro era predisposto per l'uso del velarium ossia una sorta di grosso tendone, solitamente in lino, che ricopriva tutta l'area della struttura.